# Източни български говори
Източни български говори се наричат диалектите на българския език на изток от ятовата граница. В източните говори старобългарската гласна ят (ѣ) е преминала частично в я (а в някои говори – напълно).
Освен ятовия преглас съществуват и други особености, които са общи за повечето източни говори и ги различават от западните (но никоя от тези особености не е присъща на всички източни говори):
- Силна редукция на неударените гласни. В източните български говори широките гласни а, о, е се изговарят силно редуцирано, почти като съответните тесни гласни ъ, у, и:

какво [къкво̀], вода [вуда̀], петел [питѐл].
В източните говори близо до ятовата граница не се наблюдава редукция на гласните.
- Широко разпространение на голямата ерова гласна. В повечето източни говори е запазен звукът ъ в думи като сън, бъчва и др.
- Смесване на носовките. В много източни говори малката носовка (ѧ) е преминала първо в голяма носовка (ѫ), а след това – в ер голям (ъ):

жътва, шъпа и др.
- Редуциран изговор на неударено е като [ ' ъ]. Неударената гласна е се редуцира в [ ' ъ], когато се намира едновременно след съгласна и пред сонор:

болен [бо̀л'ън], пепел [пѐп'ъл].
- Преглас на етимологично я в е. В много източни говори мекото а, тоест звукът а след мека съгласна, а също след шушкави съгласни (които някога са били меки), както и йотуваното а (тоест я след гласна), ако се намира пред мека сричка, се преглася в е:

поля̀на – полѐни;
пия̀н – пиѐни;
жа̀ба – жѐби;
ча̀ша – чѐши.
- Запазване на меките съгласни. В източните български говори са запазени меки разновидности на всички съгласни, които поначало имат меки съответствия, докато в западните говори са запазени само меките л, н, к, г.
- Смекчаване на съгласни пред е и и. В източните говори, за разлика от западните, съгласните пред е и и се смекчават:

пет [п'ѐт], дете [д'ит'ѐ].
- Запазване на групите [шт] и [жд]. Групите [шт] и [жд] се пазят в източните говори, докато в много западни говори те са заменени с други звукове.
- Глаголно окончание за 1 л. ед.ч. сег.вр. В източните говори глаголите в 1 л. ед.ч. сег.вр. имат окончание [ъ]:

чета [четъ̀], вървя [върв'ъ̀].
В западните говори се използва окончание [м] за 1 л. ед.ч. сег.вр.:
четѐм, вървѝм.
- Съкратен инфинитив (напр. ходѝ ща, писа̀ ща) се употребява в източните говори много по-често, отколкото в западните.
- Минало несвършено деятелно причастие съществува само в източните български говори. То е възникнало в тях за преизказване на минало несвършено време (ходел, мислел) и се различава от съответното минало свършено деятелно причастие (ходил, мислил).
- Косвен падеж. В източните говори се пазят родително-винителни форми за лични и роднински имена в мъжки род, единствено число:

Сестрата на дяда Кръстя повика Пенча.
- Ударение. Източните и западните говори се различават по ударението на множество думи.
- Словен състав. Източните и западните говори се различават по словния си състав. Например на изток се използват думите котка, риза, крак, искам, той, а на запад – техните съответствия мачка, кошуля, нога, сакам, он.